# Агапенор
Агапенор (на старогръцки: Ἀγαπήνωρ, Agapenor) в гръцката митология е цар на Тегея в Аркадия и вожд на аркадците в Троянската война. Той е син на Анкей и на Йотис, и внук на Ликург. Баща е на Лаодика.
Агапенор е кандидат на Елена. Той води аркадците против Троя с 60 кораба, които получил от Агамемнон. Бил е в троянския кон. След връщането му от Троя той се озовава в Кипър, където основава светилището на Афродита в Пафос и не се върнал в къщи.
След като Алкмеон е убит от Проной и Агенор (синовете на Фегей), братята на неговата съпруга Арсиноя (Алфесибея), която след това почнала да укорява братята си за убийството. Затова нейните братя я затворили в сандък и я дали на Агапенор като робиня, казвайки, че тя е убийцата на Алкмеон.